# Тарнув-Филия
Тарнув-Филия (пол. Tarnów Filia) — грузовая железнодорожная станция в городе Тарнув, в Малопольском воеводстве Польши. Имеет 1 платформу и 1 путь.
Станция была построена в 1876 году, когда город Тарнув был в составе Королевства Галиции и Лодомерии.